# Barbot
El barbot és una moneda catalana d'or, que a principis del segle xiii rebia el nom de Morabatí de la Barba Roja.